# 魔麗鮨
魔麗鮨，為輻鰭魚綱鱸形目鱸亞目鮨科的其中一種，分布於西南太平洋的澳洲及紐西蘭海域，棲息深度約308公尺，棲息在大陸棚，為底棲性魚類，屬肉食性，生活習性不明。

## 擴展閱讀
維基物種上的相關：魔麗鮨